# دوري البوسنة والهرسك لكرة السلة للسيدات
دوري البوسنة والهرسك لكرة السلة للسيدات هو دوري كرة سلة احترافي للسيدات في البوسنة والهرسك تأسس في سنة 2002 تلعب فيه 10 فرق. يعتبر فريق جليزنيتشار سراييفو الأكثر فوزا به برصيد 14 لقبا.